# Арасту Яр Джунг
Абдул Хусайн (англ. Abdul Husain), больше известный под именем Арасту Яр Джунг (англ. Arastu Yar Jung, араб. نواب أرسطو يار جنك‎; 10 июня 1858, княжество Хайдарабад — 25 марта 1940, княжество Хайдарабад, Британская Индия) — индийский хирург, личный врач низама Хайдарабада Асафа Джаха VI, известный филантроп.

## Биография
Арасту Яр Джунг родился 10 июня 1858 года в Хайдарабадском княжестве. Окончив медицинскую школу, открыл практику в районе «Старый город» в Хайдарабаде. Он был принят в штат больницы Османия, где дослужился до места первого суперинтенданта. Вскоре после этого был назначен главным врачом Махбуб Али Хана, шестого низама Хайдарабада под именем Асафа Джаха VI. Низам был так доволен услугами своего главного врача, что присвоил ему официальный титул. С этого времени Абдул Хусейн стал известен как наваб Абдул Хусейн Арасту Яр Джунг.
Он оставался доверенным советником низама, продолжая следить за его здоровьем. Вместе с тем, Арасту Яр Джунг тратил всё своё свободное время, даже ночью, на бесплатное лечение больных бедняков. Его доброта и профессионализм заслужили ему уважение всех жителей Хайдарабада. Так, во избежание эпидемии бубонной чумы, он не только бесстрашно лечил заразившихся, но приглашал их здоровых членов семьи жить в своём доме, обеспечивая их всем необходимым.
Арасту Яр Джунг был активным участником местной шиитской исмаилитской общины Дауди Бохра. Им были сделаны значительные пожертвования на строительство мечети Хусайниалам, завершённое в 1913 году. После смерти 25 марта 1940 года он был похоронен рядом с этой мечетью. Ныне она называется Бурхари Масджид и находится в ведении братства Анджуман-э-Тахери. В 2003 году мечеть была признана памятником архитектуры.
Сторонник просвещения, Арасту Яр Джунг оплатил обучение многих членов общины. Им были основаны образовательные курсы, которые позволили местной молодёжи получить высшее образование. Огромной пласт его благотворительной деятельности заключался в оказании материальной помощи конкретным людям которую он всегда оказывал тайно и с уважением к личности нуждавшегося человека.